# 해상의 맹
해상의 맹(海上-盟)은 1120년(선화 2년/천경 10년/천보 4년) 요나라를 협공하기 위해 북송과 금나라 사이에 맺어진 군사 동맹이다.

## 배경
송나라가 건국되기 전에 석경당이 후당을 무너뜨리고 후진을 세우는 과정에서 요나라의 도움을 받았고 그 대가로 연운십육주를 요나라에 할양했다. 연운십육주는 한족 왕조가 북방 이민족의 남하를 막기 위한 주요 군사적 요충지였다. 이곳이 요나라에 할양된 이래 한족 왕조는 거란족의 침입을 효율적으로 막아내지 못했고 북송 태종은 이곳을 회복하기 위해 군대를 움직였으나 끝내 되찾기 못했다.
북송 진종 때 요 성종이 친정을 하여 남하하자 진종도 친정하여 이에 맞섰고 전연의 맹을 맺어 화의를 도모했다. 이를 계기로 송나라와 요나라의 현재의 국경선을 양측이 인정하고 송나라가 요나라에 세폐를 제공하기로 했다.

## 경과
1115년(정화 5년/천경 5년/수국 원년) 금나라의 수립을 전후로 하여 여진족은 요나라 군대를 격파해나갔다. 이런 상황 속에서 송나라의 동관·조양사 등은 금나라와 동맹을 맺어 요나라를 협공할 것을 주장했고 마정과 그 아들 마확을 파견해 교섭을 진행했다. 바다를 통해 금나라에 간 마정과 마확은 동맹을 성사시켰다. 맹약에 따라 금나라는 만리장성 이남 지역인 연운십육주에는 손을 대지 않고 온전히 송나라에 넘기기로 했다.
그런데 이때 송나라에선 방랍의 난이 발생해 연운십육주 공격에 투입할 병력을 반란 진압에 투입하고 말았다. 방랍의 난은 진압되었고 곧 연운십육주의 요나라 군대와 전투가 벌어졌지만 야율대석·야율순 등이 이끄는 요나라 군대의 저항이 너무 심해 수도 연경 공략에 실패했을 뿐 아니라 백구하(白溝河)까지 후퇴해야만 했다. 야율순이 죽은 뒤 유연경의 지휘 아래 다시 연경을 기습했지만 야율대석은 끈질기게 막아내 다시 실패로 돌아갔다. 동관은 요나라의 이처온과 내통해 그로 하여금 반란을 유도했지만 이 또한 야율대석에게 들통나 이처온은 처형되었다.
무슨 수를 써도 연경을 함락시키지 못하자 동관은 금나라에 도움을 요청했다. 이를 받아들인 금 태조는 세 방향에서 연경을 공격했고 야율대석은 거용관에서 맞섰지만 패배하여 금나라에 사로잡혔고 연경도 함락됐다. 금나라의 신하들은 송나라가 연경 공략에 아무런 도움이 되지 못했다며 연경을 송나라에 넘겨서는 안 된다고 주장했지만 금 태조는 맹약을 지켜야 한다고 말했다. 대신 연운십육주의 주민과 재산을 약탈한 뒤 빈 땅이 된 연운십육주를 송나라에 양도했으며 이때 들었던 전비를 송나라에 요구하여 받아내 실리를 택했다.

## 파탄
어찌됐든 송나라는 금나라와 협력하여 연운십육주를 회복할 수 있었다. 하지만 송나라는 금나라에서 반란을 일으켰다가 실패한 장각의 망명을 받아주고 요나라와 밀약을 맺어 금나라에 대항하는 요나라를 몰래 도와주는 등 금나라를 배신하는 행위를 이어갔다. 결국 분노한 금 태조는 황하를 넘어 송나라의 수도 개봉을 공격했고 1127년 북송이 멸망하고 강남에서 남송이 겨우 명맥을 유지할 수 있었다(정강의 변).